# خنيفس (الرقة)
خنيفس قرية سورية تتبع ناحية سلوك في منطقة تل أبيض في محافظة الرقة. بلغ عدد سكانها 310 نسمة في عام 2004 حسب إحصاء المكتب المركزي للإحصاء.